# Ciske de Rat (película de 1984)
Ciske de Rat es una película neerlandesa de 1984 que narra la historia de un niño que sufre el rechazo continuado de su madre y que es marginado en la escuela a causa de sus conductas conflictivas. Sin embargo, el cariño de su padre, la perseverancia de su profesor y el buen corazón que se oculta detrás de su apariencia rebelde consiguen redimirlo de las peores situaciones. Se ha convertido en una de las películas de mayor éxito de la historia de Países Bajos. El tema principal de la banda sonora, «Ik Voel Me Zo Verdomd Alleen», cantado por el actor protagonista, pasó a ser un clásico de la música popular neerlandesa.

## Sinopsis
Ciske Vrijmoeth (Danny de Munk), apodado "el rata", es un niño de 11 años que crece en Ámsterdam durante la década de 1930s. Tiene buen corazón, pero las circunstancias adversas le dan pocas oportunidades para demostrarlo. La poca atención que le presta su madre es para tratarlo en tono despectivo y para exigirle que trabaje en las faenas del bar que ella regenta. Parece como si quisiera pagar con el pequeño las frustraciones de su propia vida. En el colegio, sufre el rechazo de algunas de las autoridades, debido a sus conductas disruptivas. Durante un tiempo, es enviado a un internado. Allí se enfrentará con un chico mayor que él, con el que sin embargo, más adelante hará cierta amistad. De vuelta al colegio, es adjudicado a la clase de Meester Bruis (Herman van Veen), un profesor que, detrás de una apariencia un tanto distante, se esforzará por lograr que Ciske se integre en el aula con sus nuevos compañeros y que cumpla las normas de la escuela. Pero algunos chicos lo convierten en blanco de sus burlas y lo persiguen para pegarle. Ciske trata de recurrir cada vez menos a la violencia, esto lo convierte en un blanco fácil. Sólo tiene el consuelo de su padre que va a visitarlo de vez en cuando. El padre de Ciske conoce a una mujer que adora al chico e intenta llevarlo a su nuevo hogar, pero la madre de Ciske se opone. 
Ciske entabla amistad con una compañera y con un chico paralítico que llega nuevo a la escuela, al que le gustan los libros de aventuras. Pero este se enferma y muere. Sus padres entregan a Ciske el libro de Los viajes de Gulliver que el chico estaba leyendo antes de fallecer. Mientras Ciske está forrando el libro en la cocina de su casa, su madre —que acaba de sufrir un nuevo desencanto amoroso— la toma con él, le quita el libro y empieza a arrancarle las páginas con frialdad. Ciske pierde el control, y en un desafortunado forcejeo hiere en el cuello a su madre con un cuchillo de cocina, y ella se desangra antes de que llegue la ambulancia. Ciske huye aterrorizado a casa de su padre, donde está la mujer de este, que lo acoge hasta el día siguiente. Ciske deberá enfrentarse a la cárcel. Su único sueño es salir y reunirse con su padre. Meester Bruis, por su parte, va a visitarlo a la prisión, de donde tratará de sacarlo. 

## Premios
En 1985, ganó el Premio UNICEF en el Festival Internacional de Cine de Berlín. 

## Otros datos
Danny de Munk, que debutó en esta película como actor y cantante a los 13 años, desarrolló posteriormente una exitosa carrera como cantante y, más tarde, como actor de musicales. El tema principal de la película, «Ik Voel Me Zo Verdomd Alleen», ha seguido siendo una canción recurrente en sus actuaciones.
Herman van Veen, reconocido artista multitalento en Países Bajos, además de interpretar a Meester Bruis en la película, fue quien compuso la citada canción, tema principal de la banda sonora.
La película está basada en la novela homónima de Piet Bakker, y que forma parte de una trilogía escrita entre 1941 y 1946. La película incluye los dos primeros libros.